# Copa Árabe de la FIFA 2025
La Copa Árabe FIFA 2025 (en árabe: كأس العرب فيفا 2025) será la undécima edición de la Copa Árabe de Naciones, el torneo de fútbol para las selecciones nacionales del mundo árabe.   
Está previsto que se celebrará en una fecha por definir, se jugará en Catar,  como antesala de la Copa Mundial de Futbol 2026. Participarán 22 o 23 selecciones, de las cuales 16 pasarán a la Fase de grupos. 
Esta será la segunda edición bajo la jurisdicción de la FIFA, ya que las ediciones anteriores fueron organizadas por la Unión de Asociaciones Árabes de Fútbol (UAFA). Será organizado por Qatar. Argelia es el campeón defensor.

## Formato de competición
De los 23 equipos participantes, los nueve mejores equipos basados en el ranking de la FIFA de abril de 2021 se clasificaron directamente a la Fase de grupos, mientras que los 14 equipos restantes jugaron en la ronda de clasificación, de los cuales se clasificaron siete equipos a la siguiente fase. En la Fase de grupos, se jugó con cuatro grupos de cuatro equipos cada uno, de los cuales se clasificaron los dos mejores de cada grupo para los cuartos de final.
Criterios de desempate
Las posiciones de los equipos en la Fase de grupos fue determinada de acuerdo a los siguientes criterios:
1. Puntos obtenidos en todos los partidos del grupo (tres puntos por victoria, uno por empate, cero por derrota);
2. Gol diferencia en todos los partidos del grupo;
3. Goles anotados en todos los partidos del grupo;
4. Puntos obtenidos en los partidos jugados entre los equipos en cuestión;
5. Gol diferencia en los partidos jugados entre los equipos en cuestión;
6. Goles anotados en los partidos jugados entre los equipos en cuestión;
7. Puntos de juego limpio en todos los partidos del grupo (solo una deducción puede aplicarse a un jugador en un solo partido):
8. Sorteo.

El sistema de puntos de juego limpio tomó en consideración las tarjetas amarillas y rojas recibidas en todos los partidos de la Fase de grupos, deduciendo puntos como se indica en la siguiente lista:
- Primera tarjeta amarilla: menos 1 punto
- Tarjeta roja indirecta (segunda tarjeta amarilla): menos 3 puntos
- Tarjeta roja directa: menos 4 puntos
- Tarjeta amarilla y roja directa: menos 5 puntos

La segunda ronda incluyó todas las fases desde los cuartos de final hasta la final. El ganador de cada partido pasó a la siguiente fase y el perdedor queda eliminado. Los equipos perdedores de las Semifinales jugaron un partido por el tercer puesto. En el partido final, el ganador obtuvo la Copa Árabe.
En todas las instancias finales, si el partido terminaba empatado se jugaba un tiempo suplementario. Si el resultado seguía igualado tras la prórroga, se definía con tiros desde el punto penal.

## Equipos participantes
| Equipos participantes  | Equipos participantes | Equipos participantes | Equipos participantes |
| ---------------------- | --------------------- | --------------------- | --------------------- |
| Arabia Saudita         | Egipto                | Marruecos             | Sudán                 |
| Argelia                | Irak                  | Mauritania            | Sudán del Sur         |
| Baréin                 | Jordania              | Omán                  | Túnez                 |
| Catar                  | Kuwait                | Palestina             | Yemen                 |
| Comoras                | Líbano                | Siria                 | Yibuti                |
| Emiratos Árabes Unidos | Libia                 | Somalia               |                       |

### Sorteo
El sorteo de la Fase de grupos tuvo lugar el 25 de mayo de 2025 a las 20:00 AST en el Hotel Raffles en Doha. Fue dirigido por Manolo Zubiria, director de competiciones de la FIFA, y cuatro exjugadores: Hassan Al-Haydos (Catar), Rabah Madjer (Argelia), Yasser Al-Qahtani (Arabia Saudita) y Wael Gomaa (Egipto).
Los dieciséis equipos se dividieron en cuatro grupos de cuatro equipos. El sorteo comenzó con el bombo 1 y se completó con el bombo 4, desde donde se extrajo un equipo y se asignó al primer grupo disponible en la posición de su bombo (es decir, la posición 1 para el bombo 1). Los anfitriones Catar fueron ubicados automáticamente en el bombo 1 y asignados a la posición A1, mientras que los equipos clasificados automáticamente restantes se clasificaron en sus respectivos bombos según la clasificación mundial de la FIFA de abril de 2025 (se muestra entre paréntesis a continuación). Emiratos Árabes Unidos, el equipo con el ranking más bajo que se clasificó automáticamente, se unió en el bombo 3 a los ganadores de los partidos de clasificación 1 a 3, mientras que el bombo 4 contenía a los ganadores de los partidos de clasificación 4 a 7.
| Bombo 1                                                                           | Bombo 2                                                | Bombo 3                                                                           | Bombo 4                                                                 |
| --------------------------------------------------------------------------------- | ------------------------------------------------------ | --------------------------------------------------------------------------------- | ----------------------------------------------------------------------- |
| Catar (55) (Anfitrión) Argelia (36) (Campeón Defensor) Marruecos (12) Egipto (32) | Túnez (49) Arabia Saudita (58) Irak (59) Jordania (62) | Emiratos Árabes Unidos (65) ? Ganador Llave 1 ? Ganador Llave 2 ? Ganador Llave 3 | ? Ganador Llave 4 ? Ganador Llave 5 ? Ganador Llave 6 ? Ganador LLave 7 |